# Franks Casket

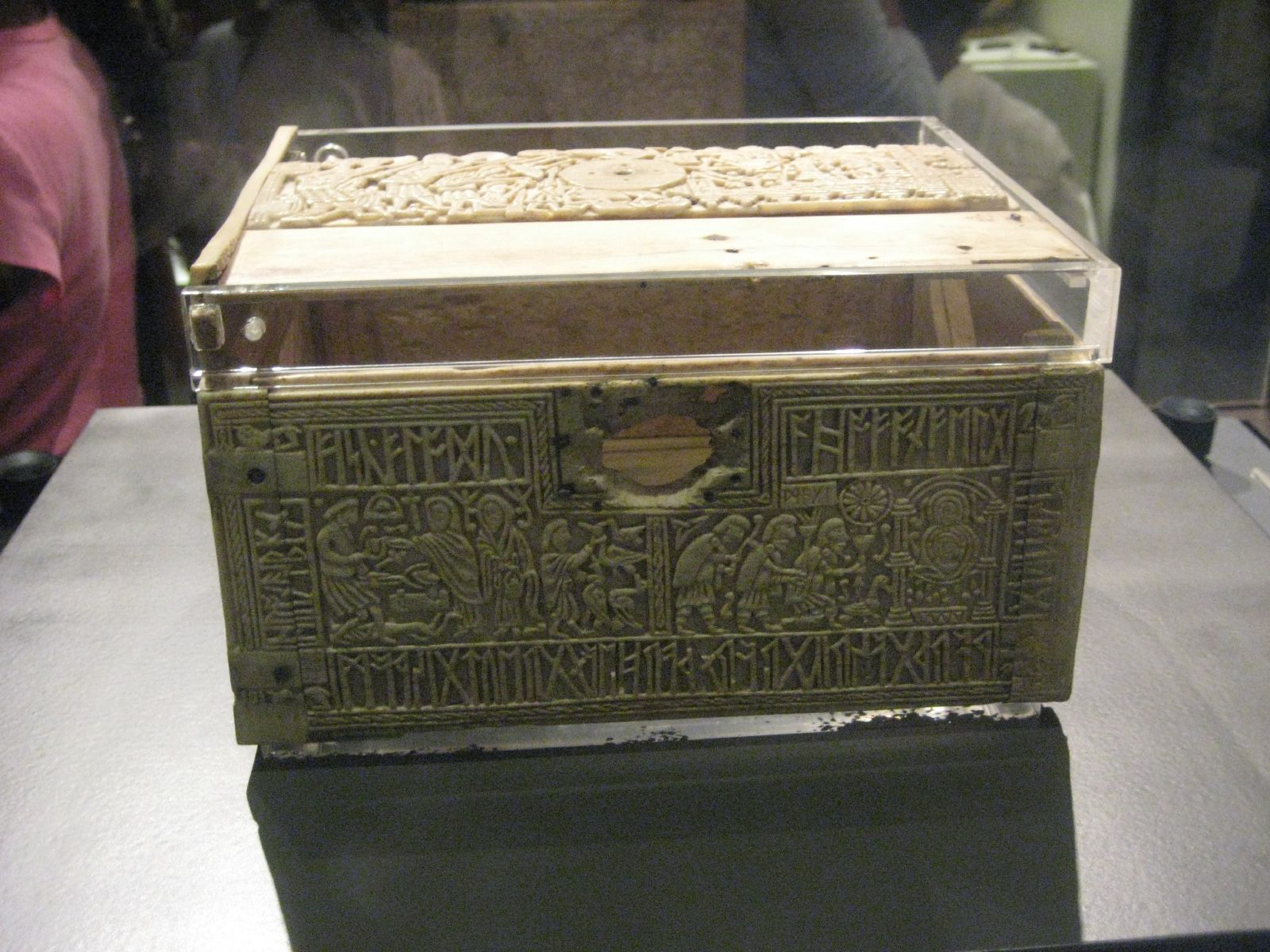
Voorkant van het kistje

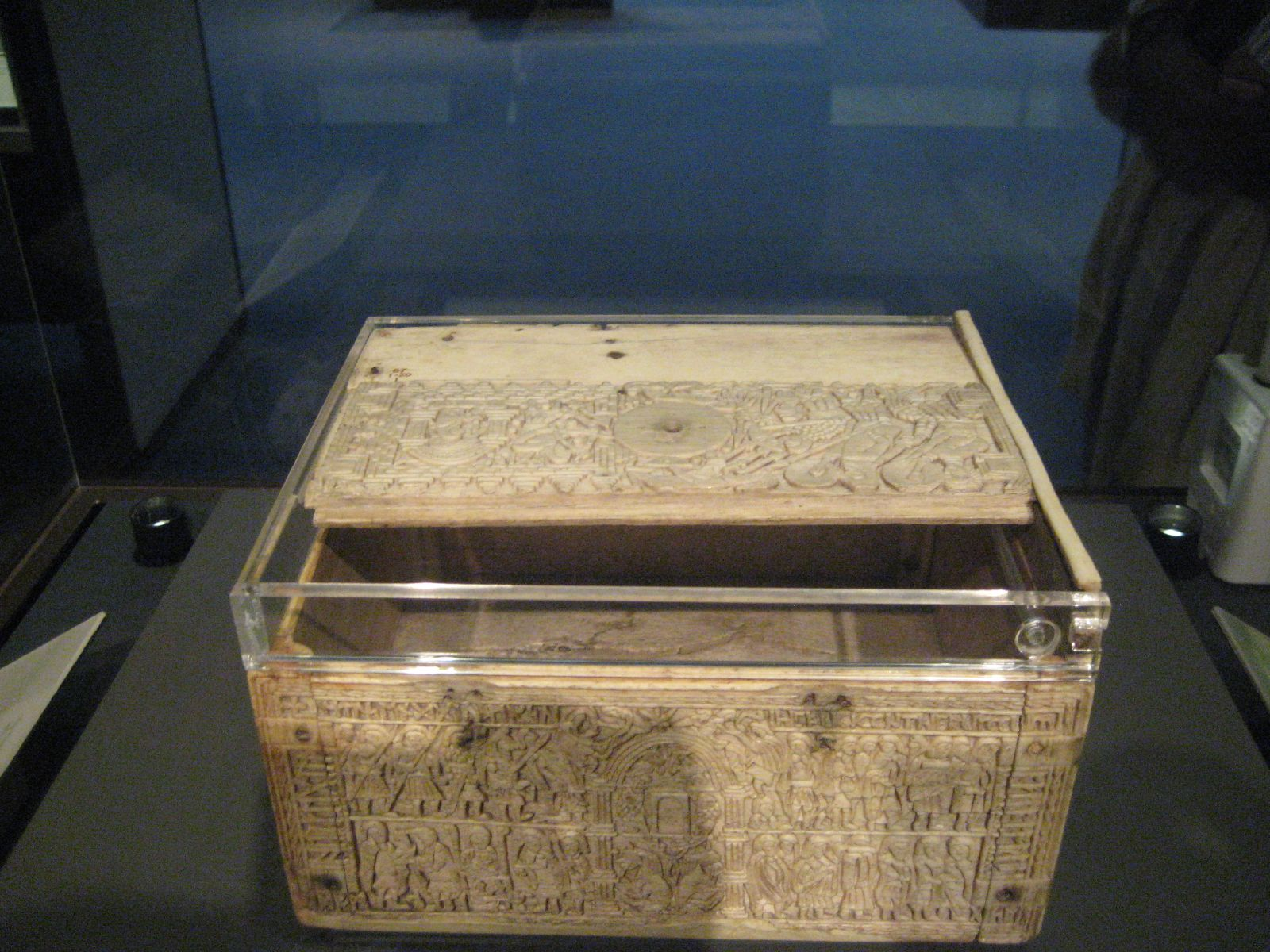
Achterzijde en deksel

De Franks Casket is een klein uit walvisbot gesneden kistje. De naam, die "het kistje van Franks" betekent, wordt in de Engelstalige vorm ook internationaal gebruikt. Het kistje stamt waarschijnlijk uit Northumbrië ten tijde van de heptarchie en de kerstening van de Britse eilanden, aan de hand van de beschreven heidense taferelen gedateerd halverwege de zevende eeuw. Het bevindt zich grotendeels in het British Museum en ontleent zijn naam aan sir Augustus Franks, die het kistje ontdekte in de negentiende eeuw.

## Geschiedenis
Het kistje werd in de negentiende eeuw gevonden bij een familie in Auzon in Haute-Loire. Het diende als naaidoos tot de zilveren scharnieren werden geruild voor een zilveren ring. Zonder deze viel het kistje uiteen. De delen werden aan een professor Mathieu uit Clermont-Ferrand getoond, die ze verkocht aan een antiquair in Parijs, waar ze in 1857 door sir Augustus Wollaston Franks werden gekocht, die ze vervolgens in 1867 doneerde aan het British Museum, waar hij Keeper of British and Medieval Antiquities was ("Conservator der Britse en Middeleeuwse Antiquiteiten"). Het ontbrekende rechter-eindpaneel werd later gevonden in een lade door de familie in Auzon en verkocht aan het Bargellomuseum in Florence, waar men in 1890 vaststelde dat het onderdeel uitmaakte van het kistje. W.H. James Weale ontdekte dat het kistje eigendom was geweest van de kerk van Sint Julian in Brioude; mogelijk is het gestolen tijdens de Franse Revolutie.

## Beschrijving
De scènes die afgebeeld worden op het kistje zijn zowel heidens als christelijk. Ze worden omringd door Oudengelse teksten in runen (Futhorc) en Latijnse teksten die beschrijven wat er weergegeven wordt. Het christelijke Aanbidding der magiërs - het specifiek oosterse aspect van de magiërs is pas later veranderd in dat van voor een West-Europees publiek meer herkenbare koningen - maakt deel uit van de scènes, maar ook Romeinse geschiedenis (keizer Titus) en mythologie (Romulus en Remus). Uit de Germaanse mythologie is Wieland de Smid afgebeeld, een episode uit de legende van Siegfried de drakendoder en een verder onbekende episode van Wielands broer Egil.

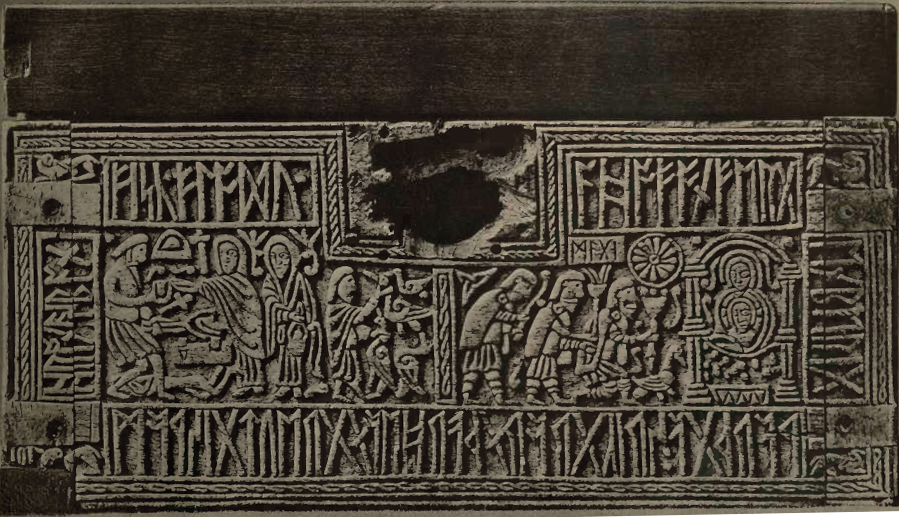
Frontpaneel

### Voorpaneel

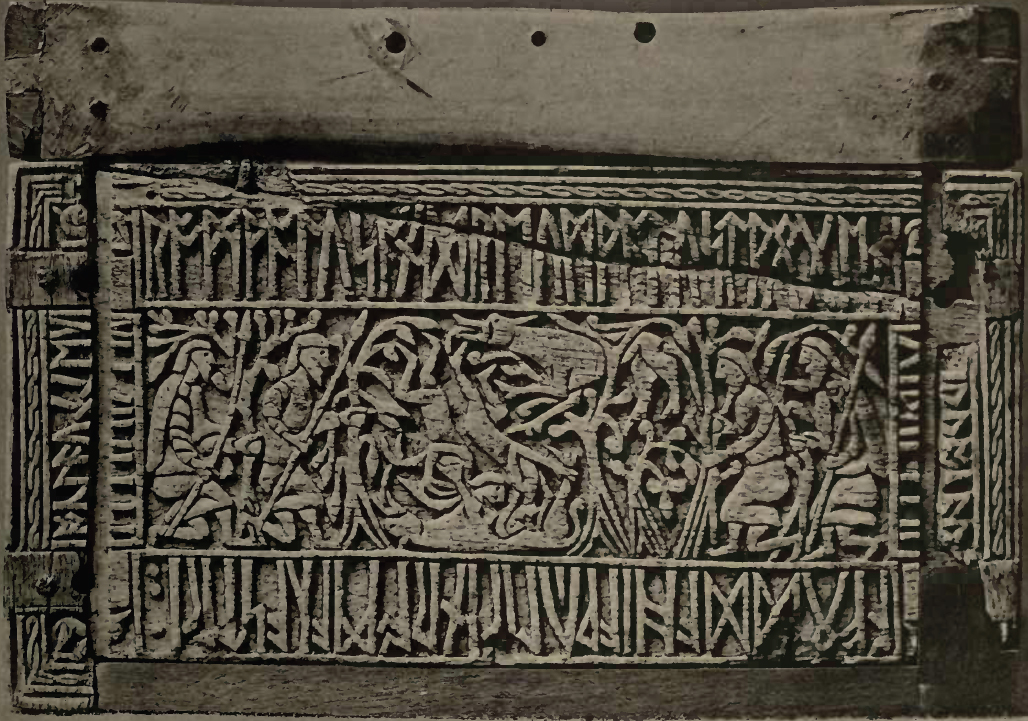
Linkerpaneel

Op het linkervoorpaneel is de wraakzuchtige moord en verkrachting te zien door Wieland. Op de rechterzijde is de Aanbidding der wijzen afgebeeld met daaromheen de inscriptie;
|                                                                                       | Wat geïnterpreteerd kan worden als:                  |
| hronæs ban                                                                            | [walvis]balein                                       |
| fisc . flodu . ahof on ferg (samenstelling die voortgezet wordt op de volgende regel) | vis . vloed . verhief op berg                        |
| enberig                                                                               |                                                      |
| warþ ga:sric grorn þær he on greut giswom                                             | werd de Geest-koning droef waar hij het zand op zwom |

Deze twee regels allitereren, en kunnen worden gereconstrueerd als de oudste Oudengelse poëzie:
fisc flodu / ahof on fergenberig
warþ gasric grorn / þær he on greut giswom.

### Linkerpaneel

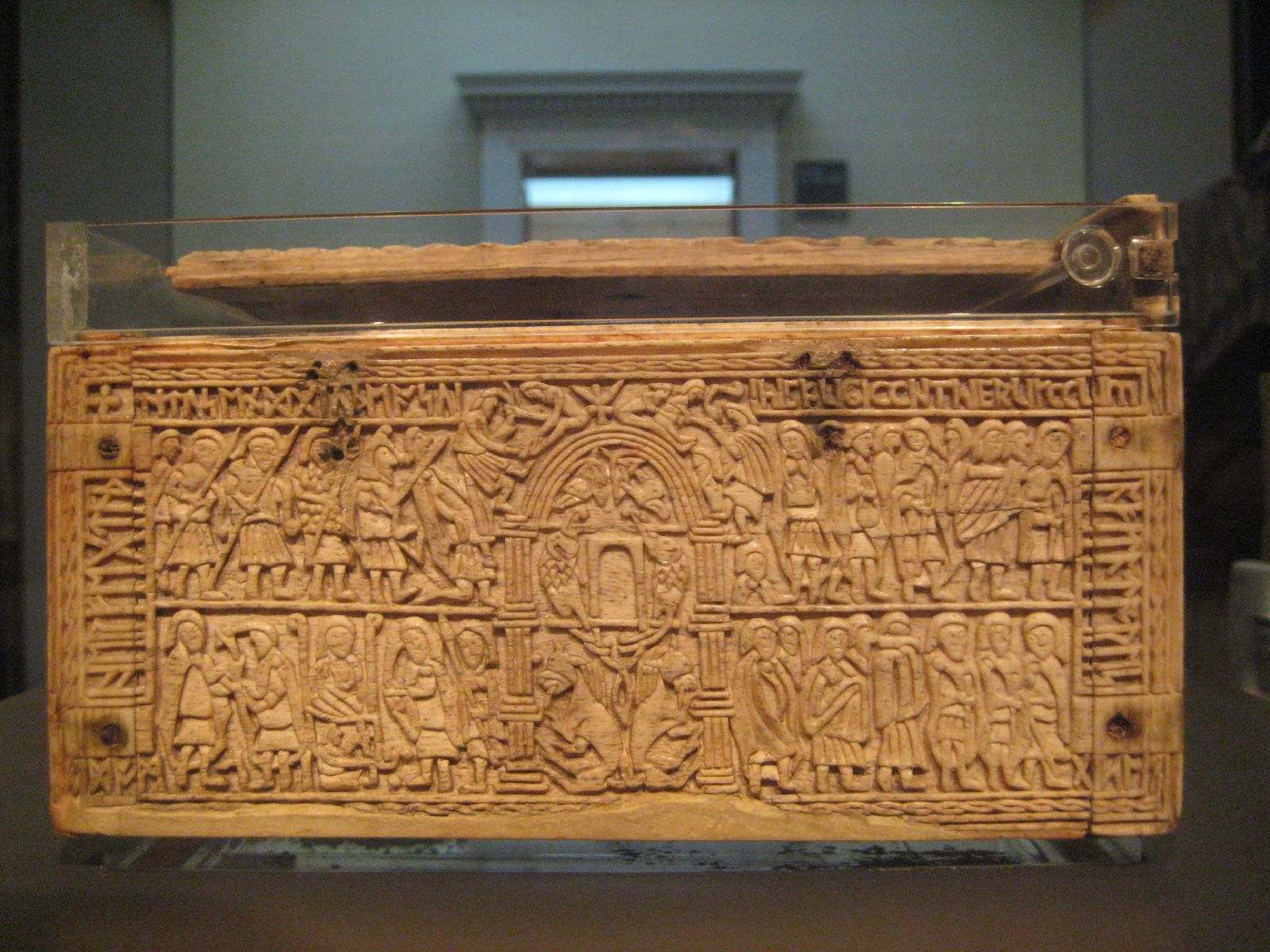
Achterpaneel

| De tekst op het linkerpaneel: oÞlæ unneg // Romwalus and Reumwalus // twoegen gibroðær a // fœddæ hiæ wylif // in Romæcæstri:. | betekent: ver van huis / Romulus en Remus / twee gebroeders ... / voedde hen de wolvin / in Rome-stad. |

### Achterpaneel
De Oudengelse tekst op het achterpaneel luidt:
| her fegtaþ +titus end giuþeasu HIC FUGIANT HIERUSALIM afitatores dom gisl | hier vechten Titus en de Joden HIC FUGIANT HIERUSALIM bewoners doem-gegijzelden |

waarbij het Latijn (de hoofdletters) betekent: HIER ONTVLUCHTEN ZIJ JERUZALEM.

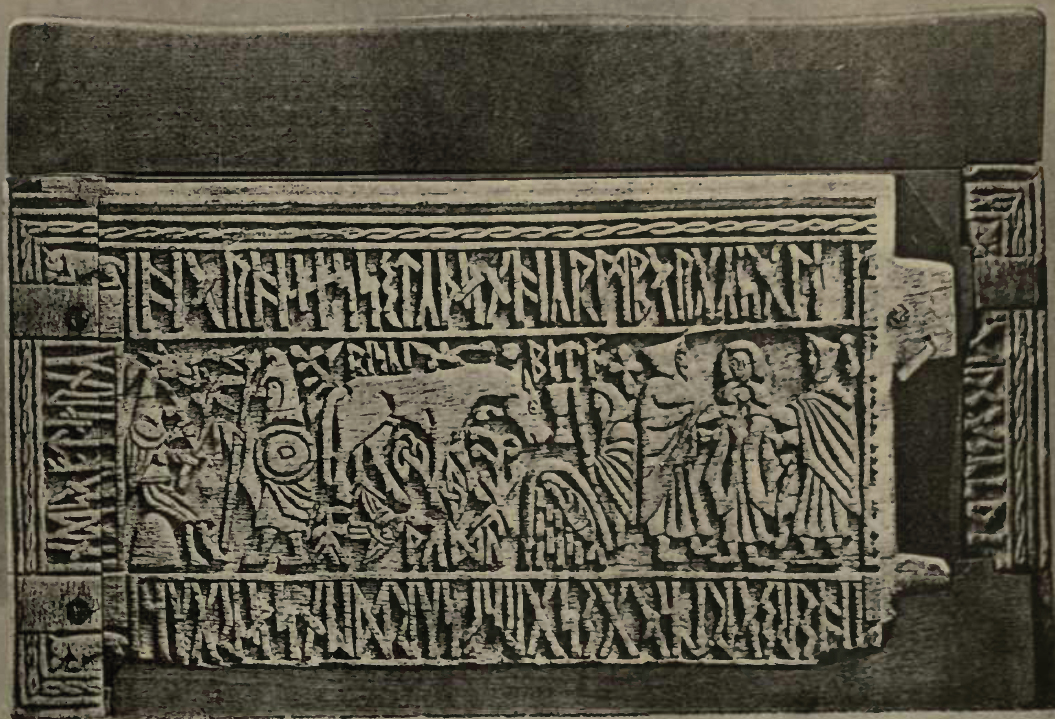
Rechterpaneel

### Rechterpaneel
Op het rechterpaneel opnieuw drie allitererende versregels::
herh os sitæþ on hærmberge
agl(ac) drigiþ swa hir i erta e gisgraf
særden sorgæ and sefa tornæ
Ze zijn moeilijk te ontcijferen; gewoonlijk wordt her hos sitæþ gelezen, dus met een opgeschoven h: "hier zit het paard". Het paneel laat inderdaad een paard zien, dat echter niet zit. Het werkwoord betekende soms ook "(ver)blijven". Een alternatieve lezing, van Becker, is: herh os, "de god van het woud". Erta lijkt een eigennaam, wellicht Erce, de Angelsaksische aardgodin. særden wordt uiteenlopend geïnterpreteerd, en een poging van Becker is, vrijelijk in het Nederlands vertaald:
de woud-god zit op schade-berg
brengende ongeluk, zoals Erta eiste
zij zaaien zorg en hartetreurnis.
Het probleem is, dit in overeenstemming te brengen met de binnenzijde van het paneel:
 risci / bita / wudu
Deze woorden betekenen:
twijg / bijter / hout
Een andere interpretatie vertaalt de paneelinscriptie echter als volgt (vrij naar het Engels):
Hier zit Hos op verdrietheuvel
Zij lijdt smart zoals Ertae die haar heeft opgelegd
Een ellendig hok (woud?) van wee en geesteskwelling.
Mogelijk is deze interpretatie rijker aan betekenis: Hos zou dan het vreemde, gevleugelde paardwezen aanduiden dat links op het paneel te zien is.

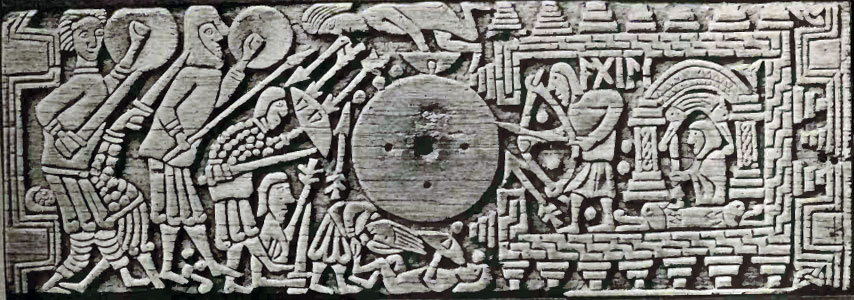
Deksel

### Deksel
Op het deksel is een boogschutter te zien, Ægili genaamd, die geheel alleen een fort verdedigt tegen aanvallende krijgers. In het fort bevindt zich verder een dame die waarschijnlijk zijn vrouw of minnares is. In de Noorse mythologie wordt Egil genoemd als broer van Wieland, die te zien is op het voorpaneel. De Þiðrekssaga schildert Egil af als meester-boogschutter en de Völundarkviða vertelt dat hij de echtgenoot was van de zwanenmaagd Olrun. De Pforzengesp-inscriptie, die dateert uit dezelfde periode als het kistje, noemt ook het stel Egil en Olrun (Áigil andi Áilrun).

## Interpretaties

### Wereldlijk-heroïsche interpretatie
Bij nadere inspectie kan men een duidelijke intentie ontdekken in het beeld-, vers- en runengebruik. Becker heeft geprobeerd het kistje als geheel te interpreteren. Geen beeld is slechts sier, geen tekst dient alleen ter verklaring. Becker zag een beschrijving van het leven en het leven na de dood van een krijger-koning, waarbij elke scène een bepaalde periode vertegenwoordigde, met bijbehorende rune.
Het voorpaneel (f en g runen) staat daarbij voor geboorte en hulp aan de Fylgja. De f rune (, fehu, vee) staat voor het bezit als goud en sieraden en de g rune (, gebô, geschenken) voor het spirituele geschenk en generositeit.
De afbeelding en tekst op het linkerpaneel (r, , raidô, reis, vertegenwoordigt de cyclus van het leven. De rune staat dan ook voor verandering of actie) moesten de held beschermen als hij ten strijde trok, terwijl het achterpaneel (t, , tîwaz, Tyr was een oorlogsgod die zijn arm opofferde om de andere goden te redden. De rune wordt gezien als het teken om een offer te doen, waar je op de lange termijn van kunt profiteren en staat voor heldendom of overwinning) de overwinning op zijn vijanden laat zien.
Op het rechterpaneel (h, , haglaz, hagel, bekend als de weerrune. De betekenis wordt vaak uitgelegd als uitdagingen of oncontroleerbare interne en externe krachten) is de heldendood tijdens de strijd afgebeeld.
Op het deksel (æ, , ansuz, Æsir (god), deze rune staat voor communicatie en goddelijke kracht) is Weilands broer Egil te zien met zijn strijdmakker, een walkure, terwijl hij Walhalla verdedigt tegen de Hrímþursar, de vorstreuzen.
Elke scène komt overeen met bepaalde runen in een positie - f, g, r, t, h, æ - die een waarde van 3 x 24 oplevert. Becker deed ook een numerologische analyse van de inscripties en telde 288, 12 x 24, tekens (runen, Latijnse letters en interpunctie). Het aantal komt overeen met een tienjaarse zonnekalender, terwijl de waarde overeenkomt met een maankalender. Uit het voornamelijk Latijnse ‘HIC FUGIANT HIERUSALIM’ volgt een cyclus van Meton waarbij alle schrikkeljaren worden aangeduid door rune-achtige symbolen.
Aangezien de twee allitererende runen 'f' (feoh) en 'g' (gift) op het voorpaneel gezien kunnen worden als het Oudengelse feogift (huldebetoon) en de afbeeldingen van de Wijzen (brengers van "giften") en de mythische goudsmid (maker van sieraden) hetzelfde uitdrukken, kan het kistje gebruikt zijn door een koning om giften uit te halen om aan zijn onderdanen te geven. Aangezien de afgebeelde magie wijst op heidense gebruiken, kan dit koning Edwin van Northumbria (586-633) zijn geweest die zich in 627 liet dopen, maar ook de heidense koning Penda van Mercia.

### Christelijk-mystieke interpretatie
Door Marijane Osborn is de christelijk-mystieke interpretatie voorgesteld. De verschillende scènes worden hierbij met elkaar in verband gebracht. Wieland, die ver buiten zijn vaderland gevangen gehouden wordt door koning Niðhad, doodt uit wraak - in plaats van zijn lijden geduldig te ondergaan - een zoon van de koning, wiens lichaam op de grond ligt. Diens schedel biedt Wieland gevuld met een liefdesdrank aan prinses Böðvildr, dochter van Niðhad, aan om haar seksueel gewillig te maken. Daarna weet hij met de veren van gedode ganzen vleugels te maken waarmee hij ontsnapt.
Ook de scène met Romulus en Remus heeft dat thema. Rhea Silvia, een Vestaalse maagd, werd door de god Mars zwanger gemaakt. Hierbij is een overeenkomst met de maagd Maria. Maar in tegenstelling tot het Bijbelse verhaal wordt de moeder na haar bevalling in de Tiber verdronken en haar zonen verbannen. De verdere geschiedenis wordt verteld in de scène met de verovering van Jeruzalem door Titus. De Romeinen, nakomelingen van Remus, veroveren Jeruzalem (en de wereld) en drijven vrouwen en kinderen in ballingschap of slepen ze als gevangenen voort.
De Keltische afbeelding heeft als thema de mythe van Rhiannon, een Kymrische godin, die zich in een paard kon veranderen. In de nacht dat zij haar zoon Pryderi baarde, verdween deze. Om niet de schuld te krijgen, smeerden haar hofdames de slapende Rhiannon in met het bloed van een puppy en klaagden haar aan voor kindermoord bij haar man, koning Pwyll. Hij besloot daarop dat Rhiannon als straf zeven jaar lang op een steen voor de koningsburcht moest zitten en elke voorbijganger van haar gruweldaad vertellen, waarna zij de vreemdelingen op haar rug naar de burcht moest dragen.
Hiermee probeerde de maker de morele superioriteit van het christendom tegenover de drie culturen - Kelten, Romeinen en Germanen - die de basis van de Angelsaksische cultuur vormden. Maar het kistje toont de oplettende observator ook de vergankelijkheid en onzekerheid van het wereldlijke leven, wat al tot uitdrukking komt in het vers over de gestrande walvis.